# مندلیفسک
شهر مندلیفسک (به روسی: Менделеевск) در کشور روسیه و در جمهوری تاتارستان واقع شده‌است.